# Alpheus simus
Alpheus simus är en kräftdjursart som först beskrevs av Félix Édouard Guérin-Méneville 1855.  Alpheus simus ingår i släktet Alpheus och familjen Alpheidae. Inga underarter finns listade i Catalogue of Life.